# Cathédrale de la Dormition de Moscou
Cette  cathédrale ne doit pas être confondue avec une autre cathédrale de Moscou.
 D’autres cathédrales portent le nom de cathédrale de la Dormition.
La cathédrale de la Dormition (en russe : Успенский собор, Uspensky sobor) est un édifice religieux chrétien orthodoxe russe situé dans le Kremlin à Moscou. Elle a été construite entre 1475 et 1479 sous la direction de l'architecte italien Aristotile Fioravanti, originaire de Bologne.

## Historique
Après avoir visité les villes de Pskov, Vladimir et Novgorod afin de s'imprégner des traditions architecturales locales, Fioravanti se mit au travail et bâtit en l'espace de quatre ans un véritable chef-d'œuvre.
C'est la première église en pierre de Moscou. Les tsars s'y faisaient couronner et s'y mariaient, on y élisait et inhumait les chefs de l'église russe. L'iconostase et les peintures qui ornent ses murs, essentiellement du XVIIe siècle, sont particulièrement remarquables. C'est la plus ancienne, la plus grande et la plus importante des églises du Kremlin. Elle a été construite en lieu et place d'une petite église érigée en 1330 par Ivan Ier pour marquer l'accession de Moscou au statut de siège de l'Église orthodoxe russe.
Le nom fait référence à la Dormition de la Vierge, qui correspond pour les églises chrétiennes orientales et orthodoxes à ce qu'appellent « Assomption » les catholiques. Ces deux termes s'appliquent au même événement de la tradition chrétienne, mais les deux notions ne sont pas identiques : parler de la cathédrale de l'Assomption est donc inapproprié mais est souvent usité.
C'est sur les marches de la cathédrale de la Dormition qu'Ivan III déchira le traité qui soumettait Moscou au pouvoir mongol et déclara ainsi l'indépendance de la Russie.

## 1547: sacre d'Ivan le Terrible
À 16 ans, le prince de Moscou Ivan IV est sacré « empereur et autocrate de toutes les Russies » dans la cathédrale de la Dormition, à Moscou. La politique d'Ivan IV sera marquée par de nombreuses réformes et par un affaiblissement de la puissance des princes russes. Quand son régime et la répression se feront de plus en plus durs à la fin de son règne, Ivan sera surnommé « le Terrible » ou « le Redoutable ».

## 1613: le premier desRomanov
La cathédrale de la Dormition au Kremlin rassemble le Zemski sobor (les états généraux) pour l'élection du nouveau souverain de la Russie. Un jeune homme de 16 ans est désigné, Michel Romanov. Il est le petit-neveu de la tsarine Anastasie et le fils du patriarche Philarète. Le 2 mai, Michel Romanov fait son entrée dans Moscou et est couronné tsar sous le nom de Michel III. Sa dynastie régnera sur la Russie jusqu'à la révolution de 1917.

## Galerie

Portail Nord de l'église de la Dormition.
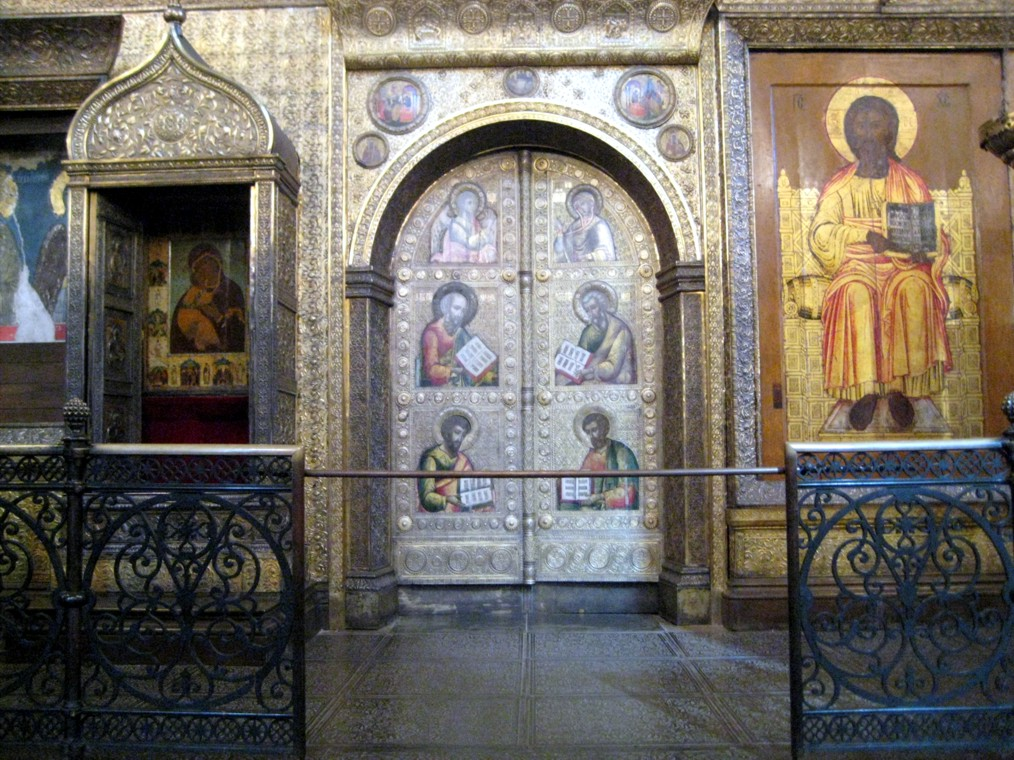
Intérieur.
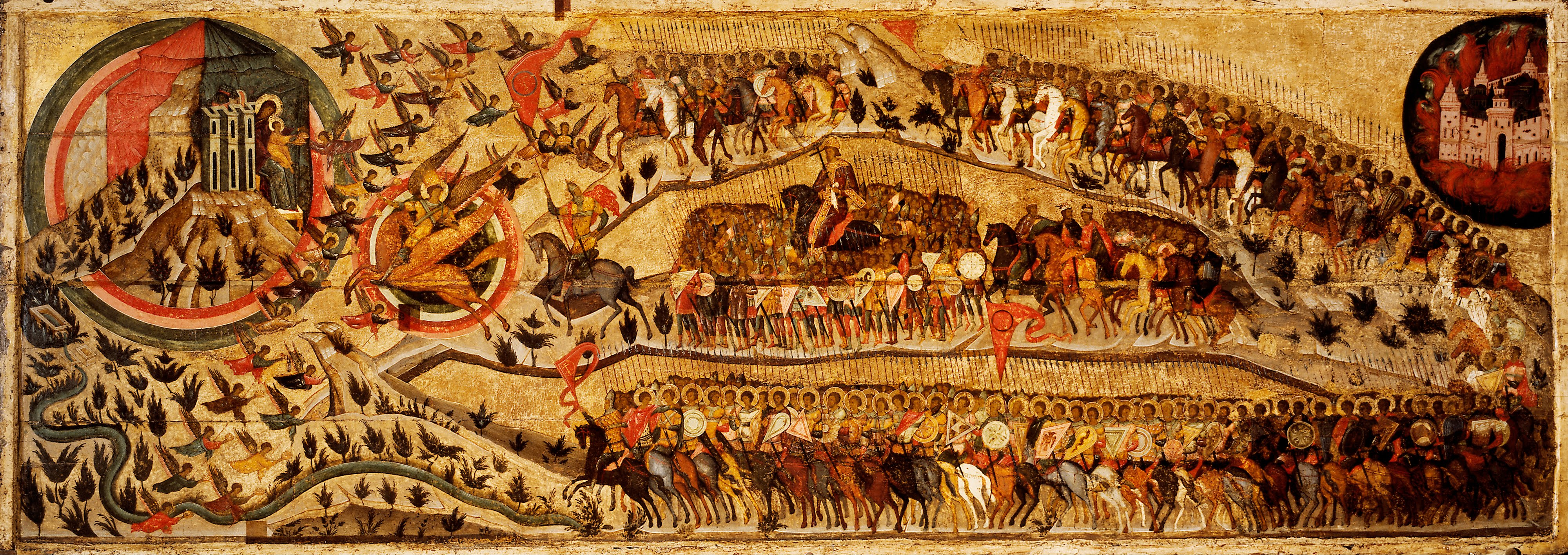
Icône du milieu du XVIe siècle.